# Lubāna
Lubāna (deutsch: Lubahn) ist eine Kleinstadt im Osten Lettlands, in der Region Vidzeme. Im Jahre 2022 zählte Lubāna 1.466 Einwohner.

## Ortslage
Der Ort liegt am Fluss Aiviekste und hatte einmal eine Eisenbahnstation. Hier befinden sich etwa 500 Jahre alte Grabstätten.

Ortszentrum
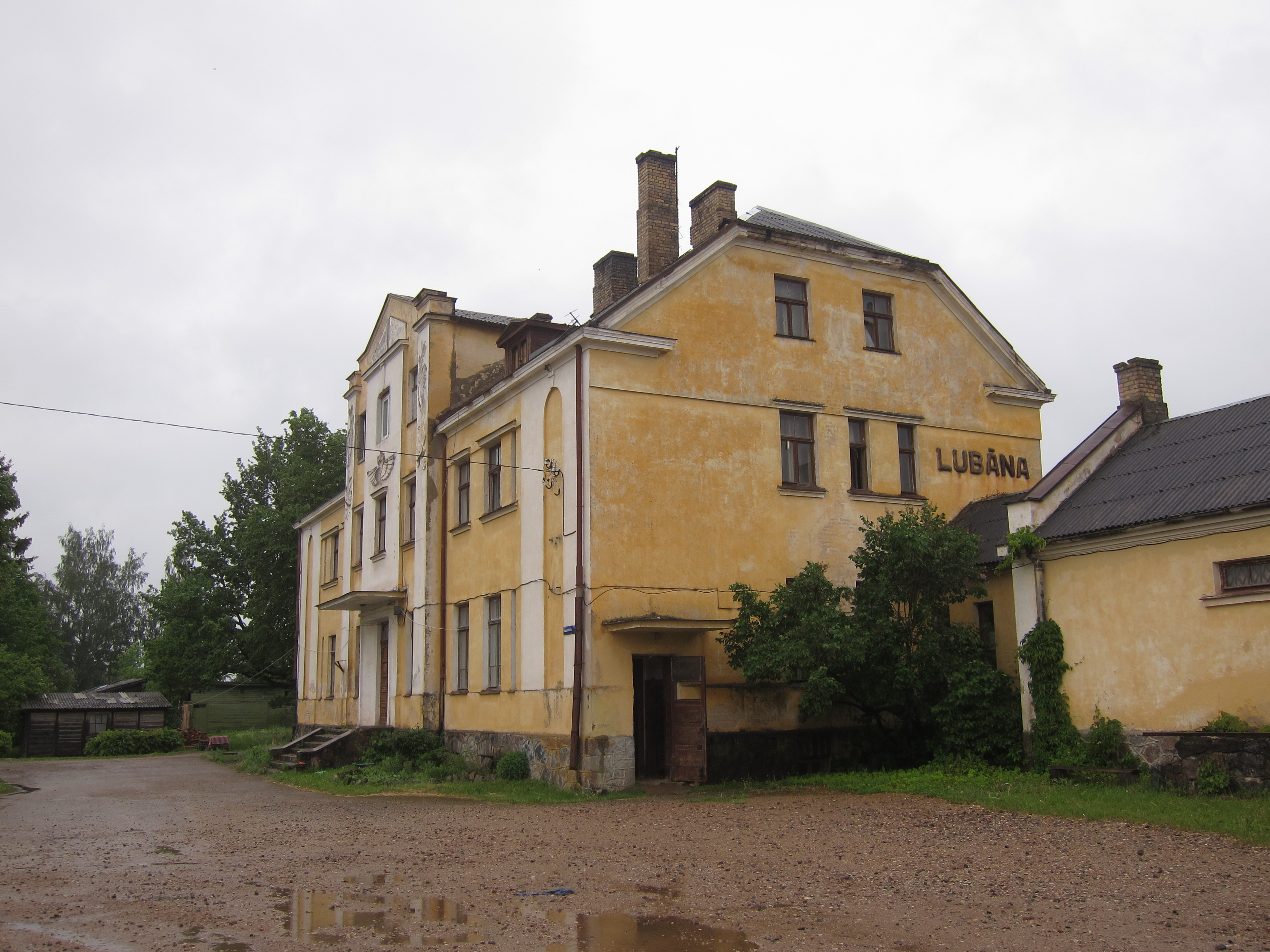
Bahnhofgebäude, errichtet 1936/37
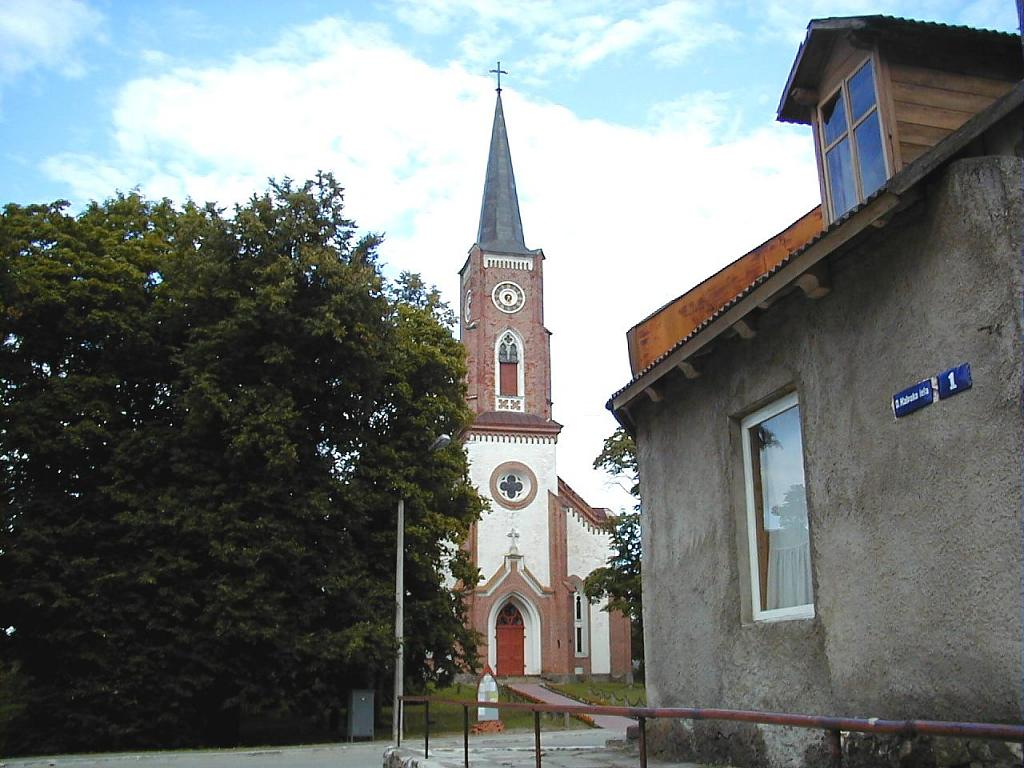
Evangelisch-lutherische Kirche, erbaut 1869–1872

## Geschichte
Die Stadt war von 2007 bis 2021 Zentrum einer gleichnamigen Verwaltungseinheit (lettisch: Lubānas novads), der auch die Gemeinde Indrāni angehörte. Anschließend wurden die Gemeinden Teil des neuen Bezirks Madona.

## Persönlichkeiten
Der ehemalige Premierminister Lettlands, Hugo Celmiņš (1877–1941), wurde in Lubāna geboren.